# Fritz Klein (Bi-Aktivist)
Fritz Klein (* 27. Dezember 1932 in Wien, Österreich; † 24. Mai 2006 in San Diego, Kalifornien) war ein US-amerikanischer Psychiater und Therapeut und gilt als ein Wegbereiter des bisexuellen Aktivismus.

## Lebenslauf
Nach Flucht vor Antisemitismus und Krieg in die USA wuchs er bei seiner Familie in New York auf. Später studierte er Medizin in Bern und machte seinen Abschluss an der Columbia-Universität in New York.
Er gründete 1974 in New York das Bisexual Forum, eine Selbsthilfegruppe für Bisexuelle.
Ende der 1970er Jahre zog er nach San Diego in Kalifornien und gründete auch hier 1982 ein Bisexual Forum. Durch die Veröffentlichung seiner Thesen im Journal of Homosexuality 1985 sowie zahlreicher Aufsätze zum Thema Bisexualität wurde ihm viel Aufmerksamkeit zuteil. Weltweite Vortragsreisen und Besuche von internationalen Bi-Konferenzen steigerten seine Popularität.
Ende der 1980er Jahre begründete Fritz Klein das Journal of Bisexuality, eine regelmäßig erscheinende Fachzeitschrift. Zusätzlich förderten zwei auf ihn zurückgehende Internetplattformen den grenzüberschreitenden Diskurs Bisexueller.
1998 rief er das American Institute of Bisexuality (AIB) ins Leben, eine Einrichtung zur Förderung von Forschung und Bildung im Bereich Bisexualität. Dieser Einrichtung stand er bis zu seinem Tode im Jahre 2006 vor.

## Theorieansatz
Ausgehend von der Kinsey-Skala entwickelt er das Klein Sexual Orientation Grid (auch Klein Grid genannt), das er 1978 erstmals veröffentlichte.
Klein betonte die mehrdimensionale Verwobenheit und Wandelbarkeit sexueller Orientierung beim Menschen. Die von Kinsey eingeführte Kategorisierung sexueller Orientierung zwischen null und sechs lehnte er ab. Auch eine getrennte Betrachtung sexueller Neigungen, wie „heterosexuell“, „homosexuell“ oder „bisexuell“ stellte er in Frage. Vielmehr wies er darauf hin, dass gleiche sexuelle Erfahrungen von jedem Menschen individuell, also „anders“, empfunden und zugeordnet werden.

## Teilnahme an Bi-Konferenzen
1991 hält Fritz Klein die Eröffnungsrede zur 1. Internationalen Bisexuellen-Konferenz in Amsterdam (Niederlande). Sie wird von ihm und einem kleinen Kreis von Aktiven nach dem Vorbild der seit 1984 in Großbritannien stattfindenden BiCon ausgetragen. Hierzu gehört u. a. auch Robyn Ochs.
1996 Teilnahme am 4. Internationalen bisexuellen Symposium (IBIS) in Berlin mit dem Motto „The many faces of bisexuality – Vielfalt bisexueller Beziehungen“ mit u. a. Oswalt Kolle und Erwin J. Haeberle.
2001 Teilnahme an der 1. European Bisexual Conference (EBC1) in Rotterdam (Niederlande) mit dem Motto „Same preferences, different lifestyles“.

## Werke
- The Bisexual Option. 2. Auflage. Haworth Press, New York 1993, ISBN 1-56024-380-5.